# Portrait de Chaïm Soutine
Portrait de Chaïm Soutine est une peinture à l'huile sur toile de 100 × 65 cm réalisée en 1916 par le peintre italien Amedeo Modigliani, le portrait du peintre russe Chaïm Soutine, qui fait partie d'une collection privée parisienne.

## Description
Quand Chaïm Soutine arrive à Paris, Modigliani le prend sous son aile. Ce paysan, qui n'avait semble-t-il aucunes manières à son arrivée, s'affirme dans un style pictural très différent de celui de Modigliani.
Assis de manière gauche, le modèle porte un manteau informe, les mains posés sur les genoux. L'artiste n'hésite pas à reproduire franchement ses traits de visage. Son doux regard donne de la dignité à son caractère.